# Misburg-Anderten
Misburg-Anderten, Stadtbezirk Misburg-Anderten – okręg administracyjny w Hanowerze, w Niemczech, w kraju związkowym Dolna Saksonia. Liczy 32 529 mieszkańców. W jego skład wchodzą trzy dzielnice (Stadtteil).

## Rozwój populacji

Wykres przedstawia rozwój populacji w powiecie Ahlem-Badenstedt-Davenstedt od 1 stycznia 2005 roku. 